# Konoba
Konoba (od lat. canaba baraka ili koliba) je dio kuće, najčešće prizemlje ili polupodrum, a koristi se kao spremište hrane i pića. Kao ugostiteljski objekt izraz se koristi i za objekt koji po ponudi i izgledu nalikuje nekadašnjim konobama.
Konoba je bila spremište alata za vinograd i samog vina. Povijest konoba nije vezana samo za Primorje i Dalmaciju, već se taj izraz koristio za podrume i na kontinentu. Mjesto Petrovsko u Hrvatskom zagorju spominje se 1334. godine pod nazivom Konoba, a naziv je došao od konobe, odnosno podruma na obližnjem vlastelstvu.
U novije doba, 19. st. konoba je bila pomoćni objekt u gostionicama, predviđena za čuvanje vina i namirnica. Od tuda i korijen riječi konobar. Konobari su bili pomoćno osoblje koje je donosilo vino i namirnice iz konobe.

## Vanjske poveznice
- „Podrum i konoba”  Arhivirana inačica izvorne stranice od 9. veljače 2015. (Wayback Machine) Vijenac